# Távirányított fegyverrendszer

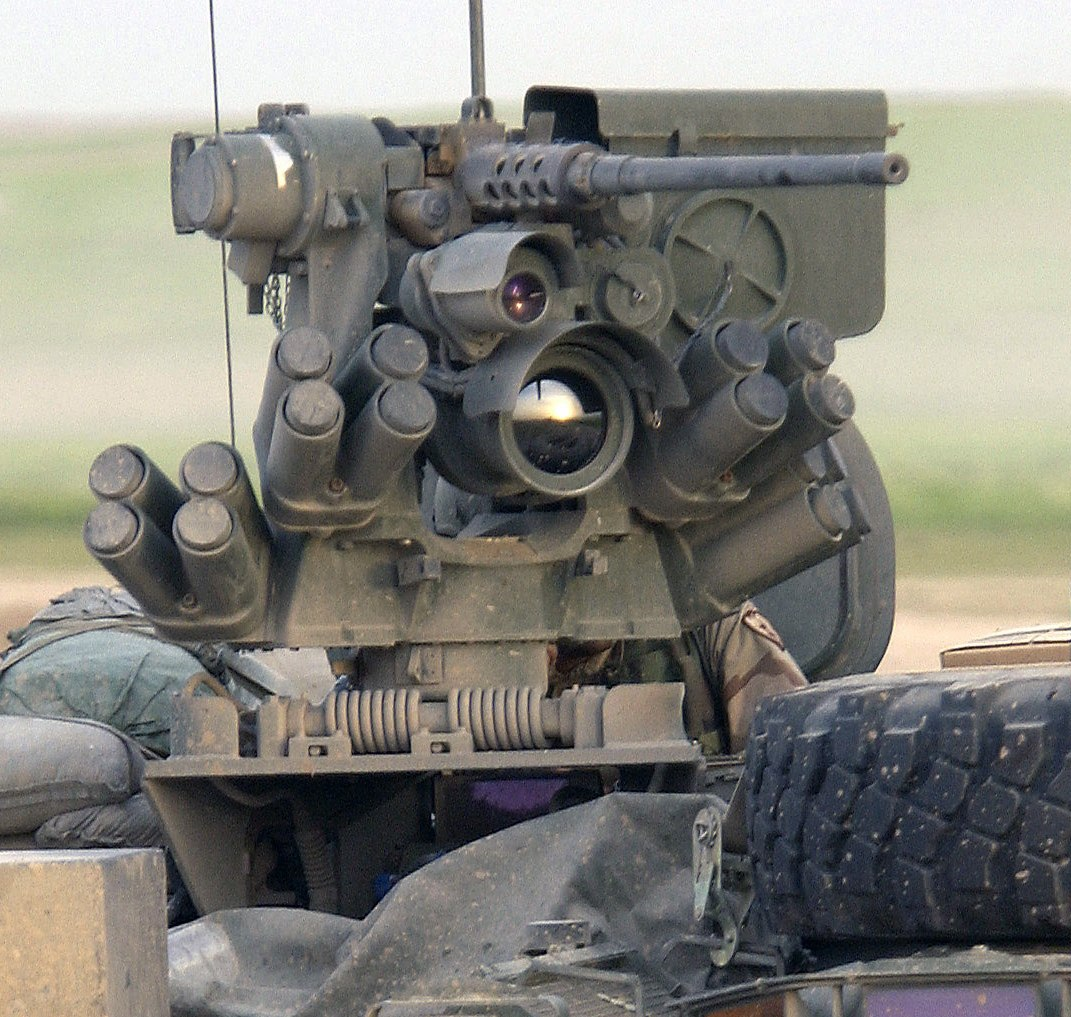
Kongsberg Protector RCWS

A távirányított fegyverrendszer az angol haditechnikai terminológia remote controlled weapon station (RCWS),vagy remote weapon station (RWS) magyar megfelelője és egy olyan távirányítású fegyverállványra utal, amely lehetővé teszi hogy a rárögzített fegyvereket közvetlen emberi beavatkozás nélkül is be lehessen venni. Jellemzően harcjárművek, hadihajók és távirányítású harci robotok (UGV) tetejére szerelt távirányított fegyverrendszerek a 2000-es években kezdtek elterjedni az iraki és afganisztáni háborúk tapasztalatinak köszönhetően. A korábban a harcjárművek tetején elhelyezett géppuskákat katonák kezelték, ám ez az ellenállók útszéli improvizált bombái és orvlövészei miatt ez jelentős veszteségekkel járt. Ezért ezt a fegyverkezelő feladatkört "robotizálni" kellett. Mára szinte valamennyi számottevő hadiparral rendelkező ország kifejlesztette saját  távirányított fegyverrendszerét, amelyek többnyire egy többféle fegyvert befogadni képes stabilizált fegyver állványból és egy hozzá kapcsolódó elektro-optikai irányzékból áll. 
Jelen szócikk ezekről a távirányított fegyverrendszerekről ad egy áttekintést.  

## A legelterjedtebb típusok
Amerikai Egyesült Államok
| Megnevezés | Gyártó    | Elsődleges fegyverzet                              | Másodlagos fegyverzet | Rakéta                                      | irányzék                                       | Tömeg  | Magasság | Irányzás korlátai                 | Hordozó eszköz                  |
| ---------- | --------- | -------------------------------------------------- | --------------------- | ------------------------------------------- | ---------------------------------------------- | ------ | -------- | --------------------------------- | ------------------------------- |
| CROWS      | Kongsberg | 5,56 mm M249, 7,62 mm M240B, 12,7 mm M2, 40mm MK19 | nincs                 | 1 db Javelin (CROWS-J és CROWS-III esetén ) | Nappali és éjjellátó (hő) kamera, lézertávmérő | 135 kg | N.A.     | 360° körbe; −20°+60° függőlegesen | M1 Abrams, HMMWV, Stryker, stb. |

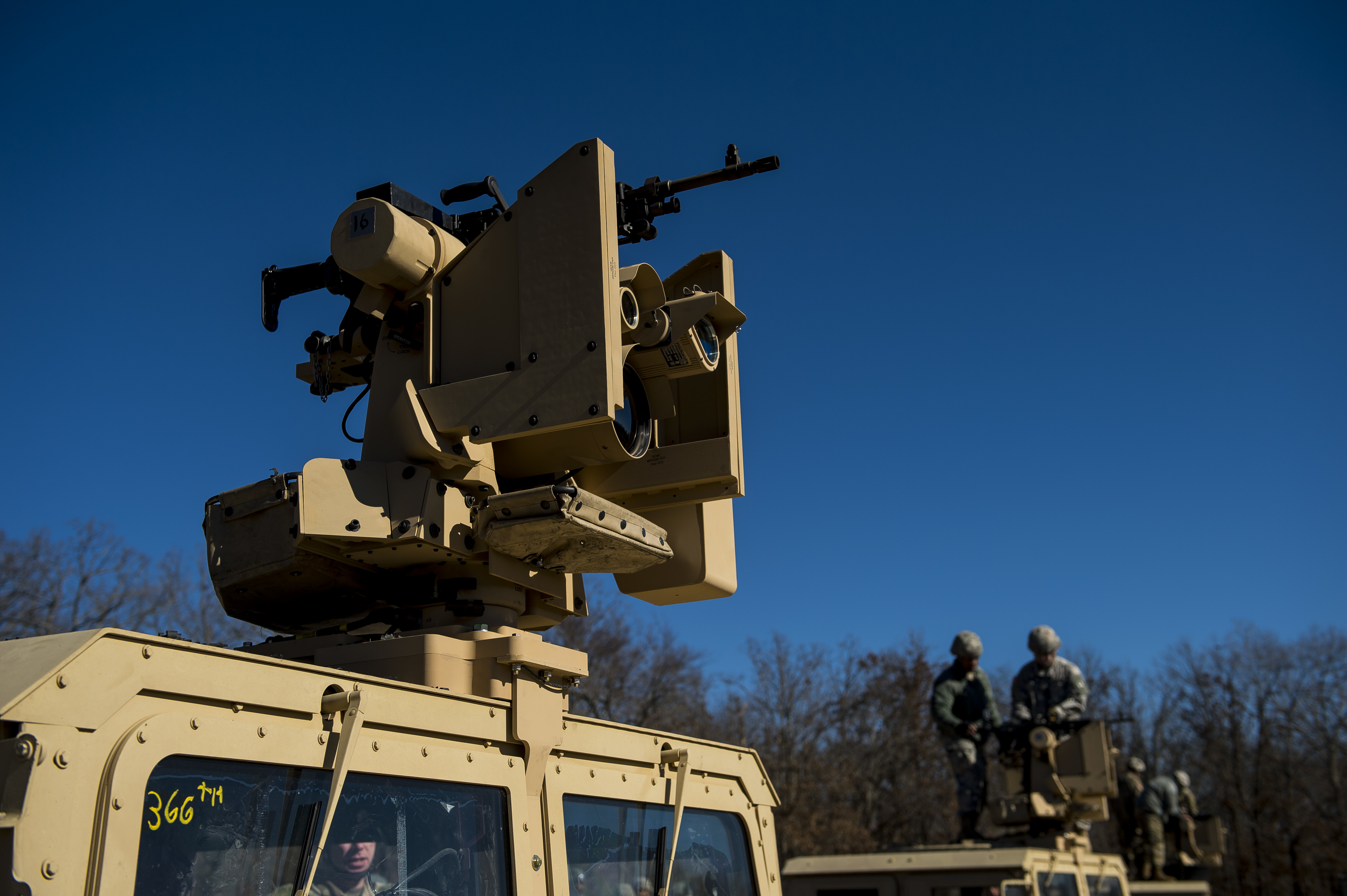
CROWS 7,62 mm-es géppuskával
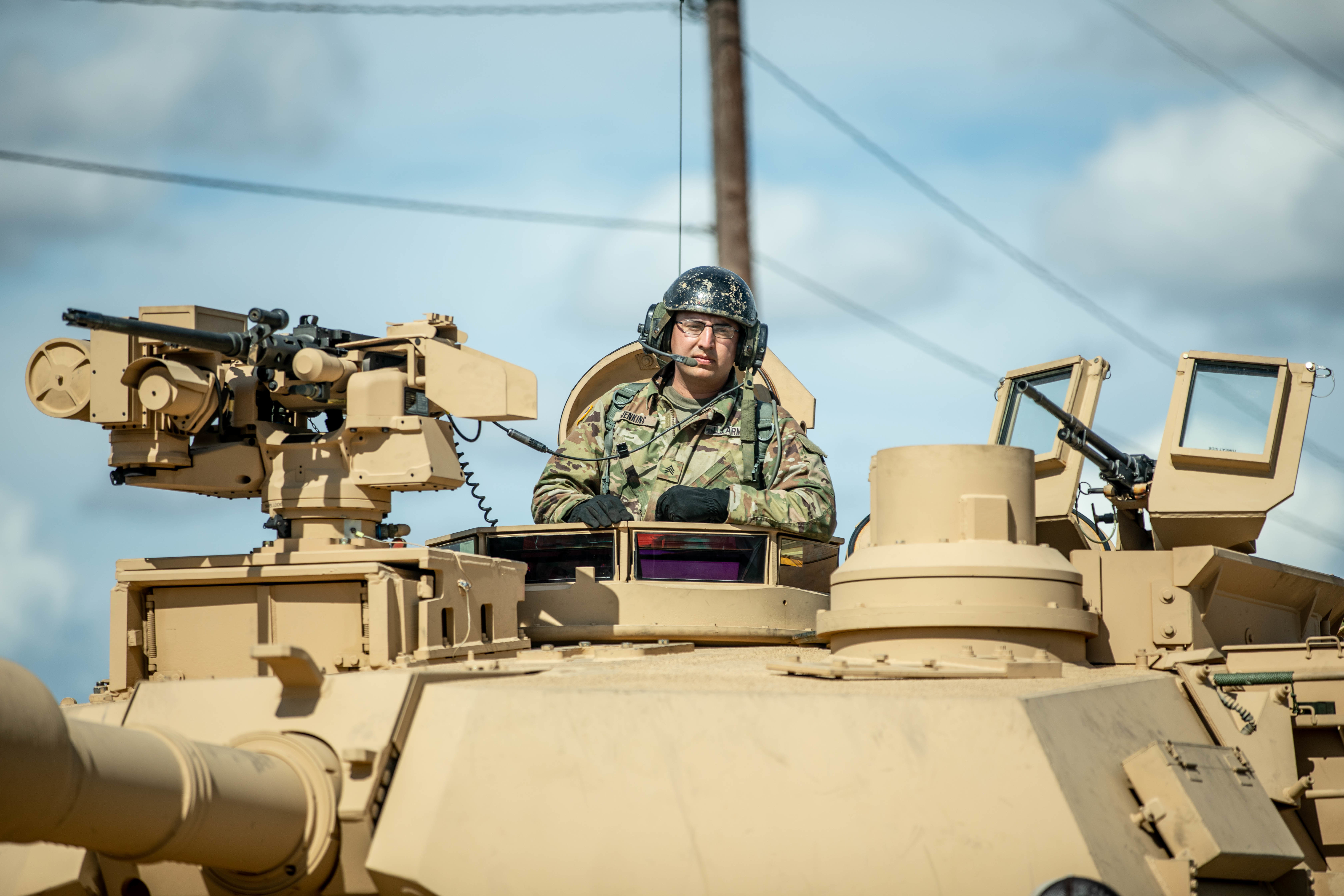
Abrams harckocsi CROWS rendszerrel
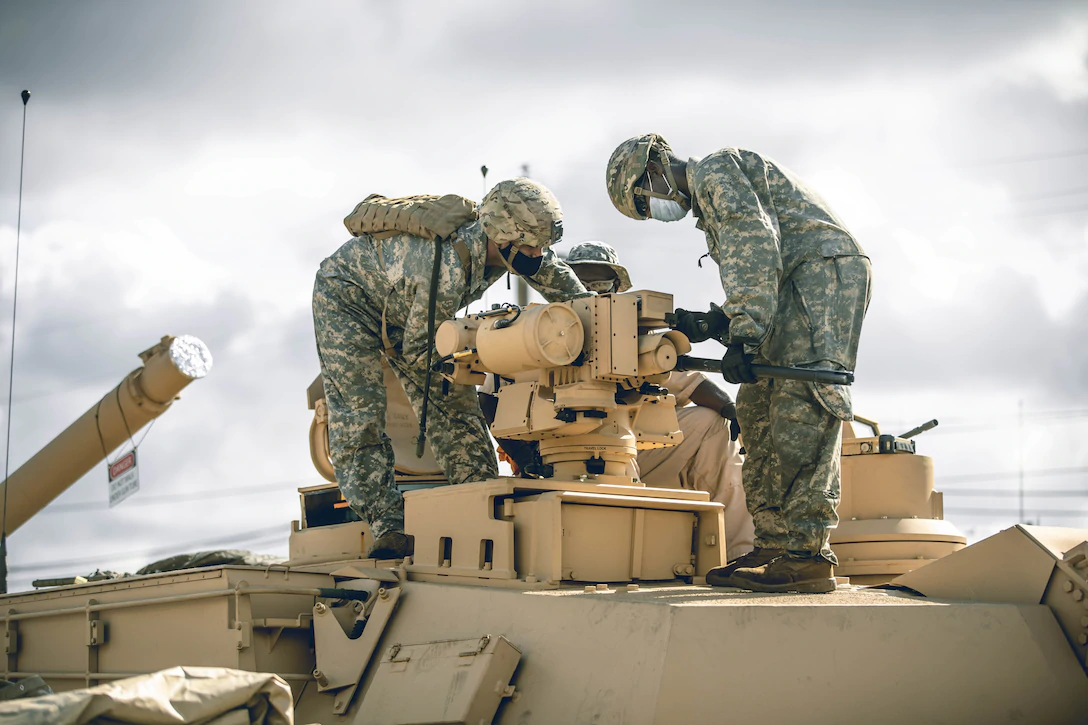
CROWS karbantartás
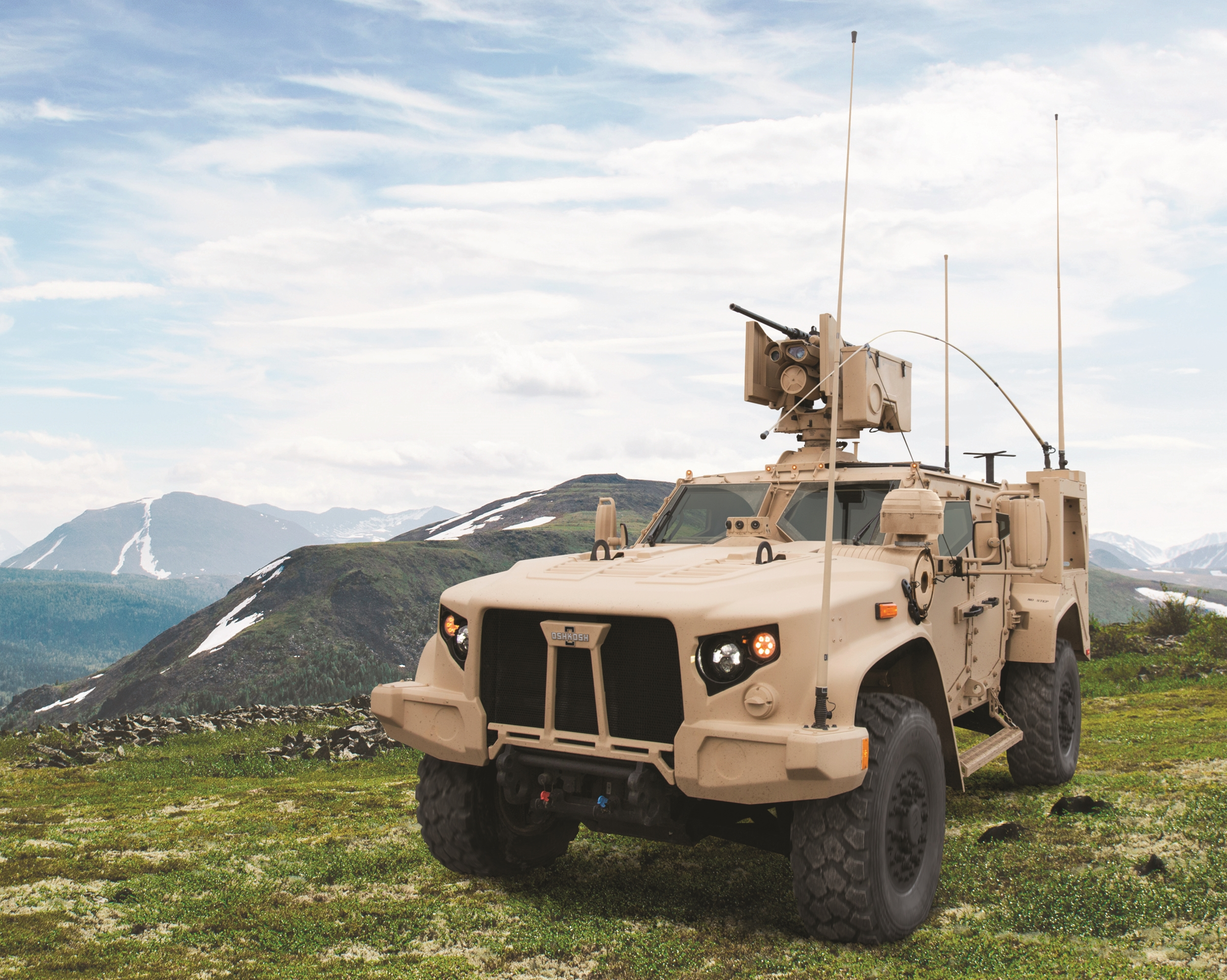
A CROWS egy JLTV járművön

 Ausztrália
| Megnevezés         | Gyártó | Elsődleges fegyverzet                                                                        | Másodlagos fegyverzet           | Rakéta                    | irányzék                                       | Tömeg      | Magasság   | Irányzás korlátai                                   | Hordozó eszköz |
| ------------------ | ------ | -------------------------------------------------------------------------------------------- | ------------------------------- | ------------------------- | ---------------------------------------------- | ---------- | ---------- | --------------------------------------------------- | -------------- |
| R-150S             | EOS    | 7,62 mm MAG, M134 Minigun, 12,7 mm M2,                                                       | nincs                           | nincs                     | Nappali és éjjellátó (hő) kamera, lézertávmérő | 170kg      | 670 mm     | 360° körbe; −30°+60° függőlegesen                   | N.A.           |
| R-200              | EOS    | 5,56 mm, 7,62 mm gp.                                                                         | nincs                           | nincs                     | Nappali és éjjellátó (hő) kamera, lézertávmérő | 80 kg      | N.A.       | 360° körbe; −20°+45° függőlegesen                   | N.A.           |
| R-400S R-400S Dual | EOS    | 7,62 mm MAG, M134 Minigun, 12,7 mm M2, 30 mm M230LF gá., 30 mm VENOM LR gá.,40 mm gránátvető | 7,62 mm MAG (R-400 Dual verzió) | 1 db Javelin (opcionális) | Nappali és éjjellátó (hő) kamera, lézertávmérő | 230-408 kg | 714-900 mm | 360° körbe; −20°+60° függőlegesen (M230LF −10°+45°) | Oshkosh L-ATV  |
| R-600S             | EOS    | 12,7 mm M2, 30 mm M230LF, Mk44 gá., 40 mm gránátvető                                         | 12,7mm M2, 7,62 mm MAG          | nincs                     | Nappali és éjjellátó (hő) kamera, lézertávmérő | 266-432 kg | 712-950 mm | 360° körbe; −20°+60° függőlegesen                   | N.A.           |

 Belgium
| Megnevezés     | Gyártó     | Elsődleges fegyverzet         | Másodlagos fegyverzet | Rakéta | irányzék                                       | Tömeg  | Magasság | Irányzás korlátai                 | Hordozó eszköz |
| -------------- | ---------- | ----------------------------- | --------------------- | ------ | ---------------------------------------------- | ------ | -------- | --------------------------------- | -------------- |
| deFNder Light  | FN Herstal | 5,56 mm Minimi, 7,62 mm MAG   | nincs                 | nincs  | Nappali és éjjellátó (hő) kamera, lézertávmérő | 100 kg | 530 mm   | 360° körbe; −60°+80° függőlegesen | N.A.           |
| deFNder Medium | FN Herstal | 7,62 mm MAG, 12,7 mm M2 és M3 | nincs                 | nincs  | Nappali és éjjellátó (hő) kamera, lézertávmérő | 200 kg | 630 mm   | 360° körbe; −40°+70° függőlegesen | N.A.           |

Megjegyzés: a deFNder Medium lesz a Magyar Honvédség Leopard 2A7HU, WiSENT 2 és  BPz3 "Büffel"  harckocsijainak távirányított fegyverrendszere.

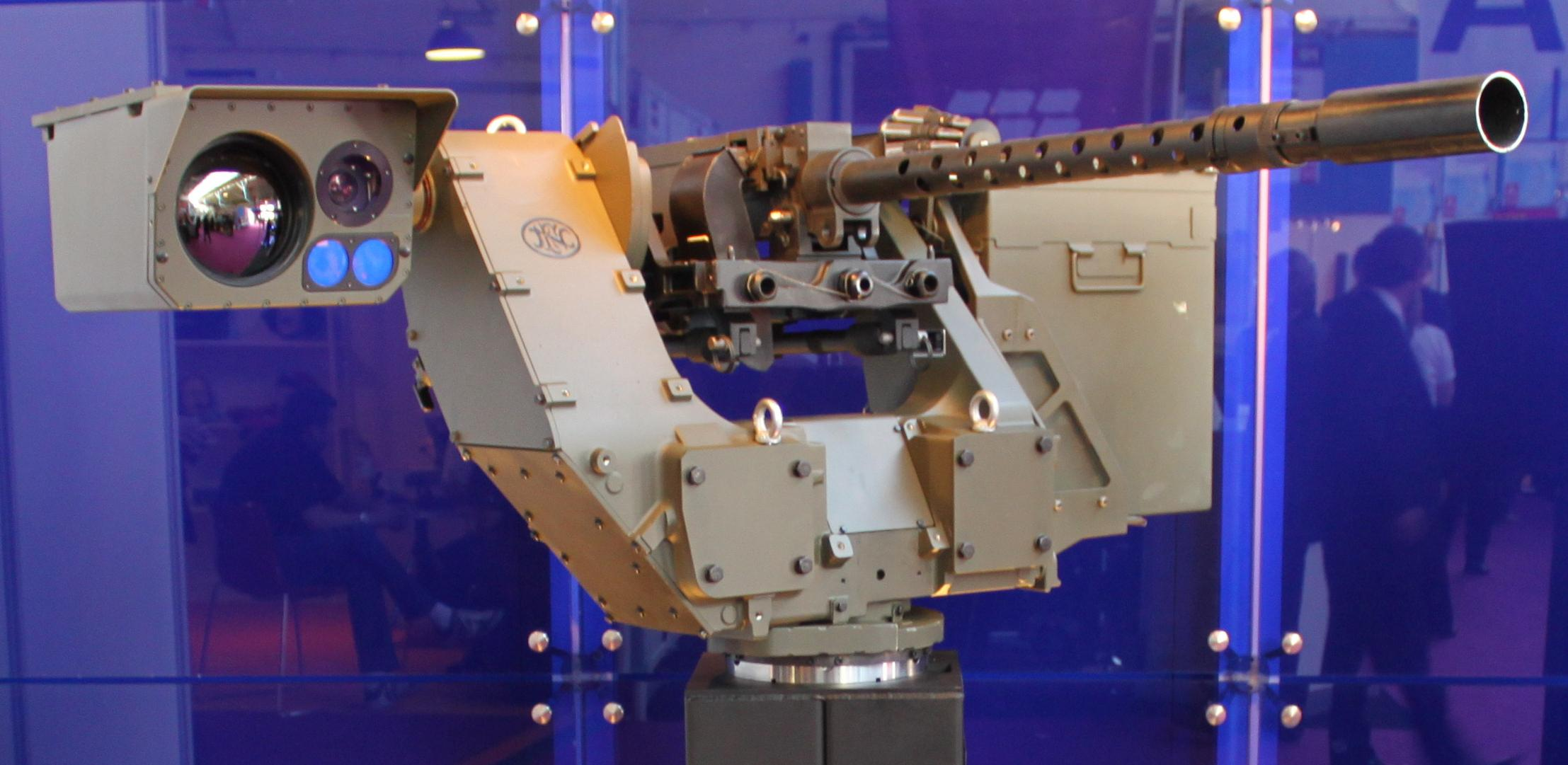
FN DeFNder Medium

 Franciaország
| Megnevezés | Gyártó             | Elsődleges fegyverzet | Másodlagos fegyverzet | Rakéta                         | irányzék                                       | Tömeg | Magasság | Irányzás korlátai        | Hordozó eszköz     |
| ---------- | ------------------ | --------------------- | --------------------- | ------------------------------ | ---------------------------------------------- | ----- | -------- | ------------------------ | ------------------ |
| MPCV       | MBDA + Rheinmetall | 12,7mm M2 vagy M3 gp. | nincs                 | 4 darab Mistral vagy Akeron MP | Nappali és éjjellátó (hő) kamera, lézertávmérő | N.A.  | N.A.     | 360° körbe; -10° és +60° | Soframe Anibal 4×4 |

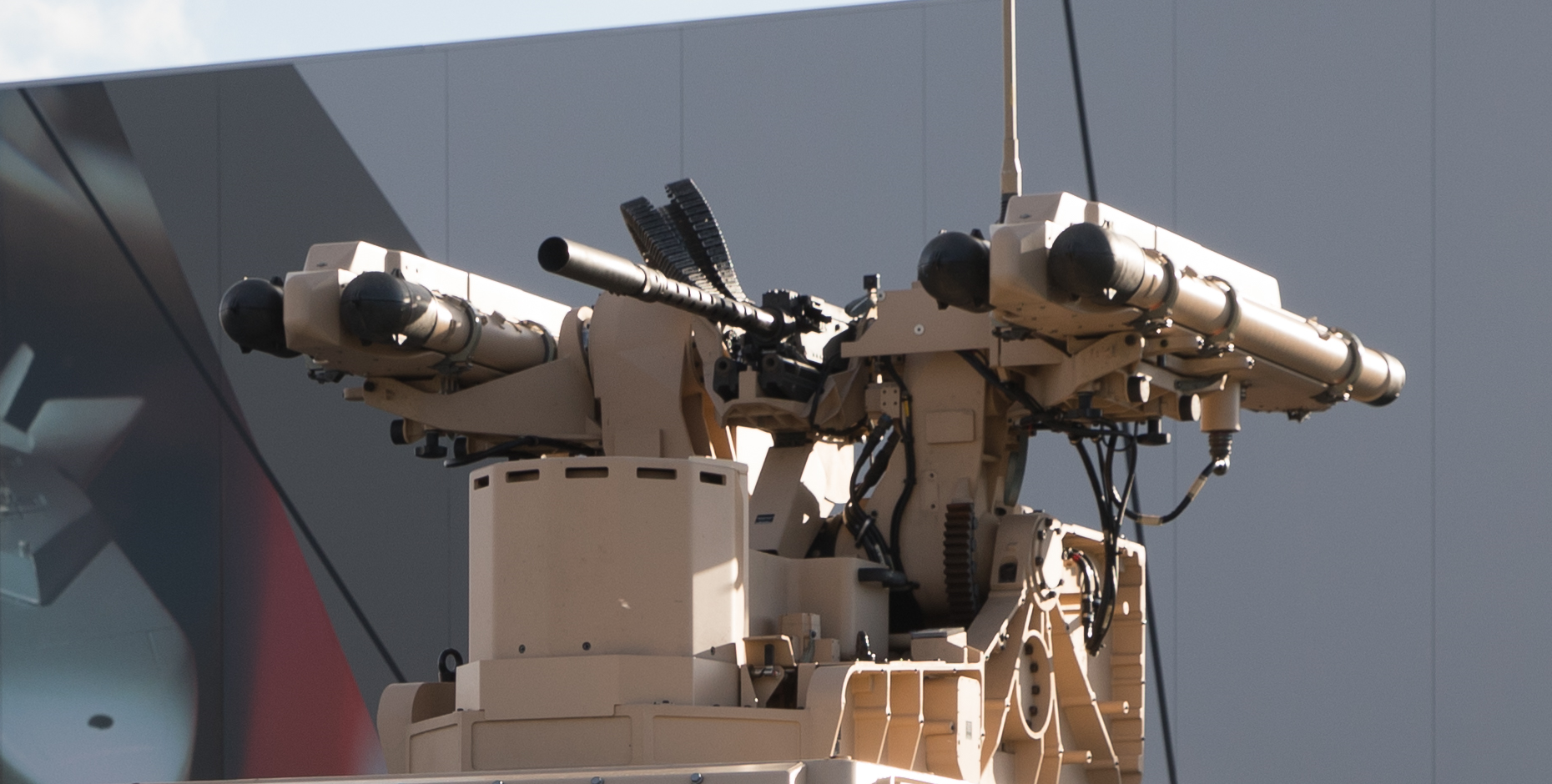
MPCV légvédelmi távirányított fegyverrendszer

 Izrael
| Megnevezés             | Gyártó | Elsődleges fegyverzet                                                   | Másodlagos fegyverzet                                                   | Rakéta                      | irányzék                                       | Tömeg    | Magasság | Irányzás korlátai               | Hordozó eszköz |
| ---------------------- | ------ | ----------------------------------------------------------------------- | ----------------------------------------------------------------------- | --------------------------- | ---------------------------------------------- | -------- | -------- | ------------------------------- | -------------- |
| Samson Mini / Mini MLS | Rafael | 5,56 mm, 7,62 mm, 12,7 mm, 14,5 mm gp. 40 mm gránátvető                 | nincs                                                                   | 2 db Spike LR2 (MLS verzió) | Nappali és éjjellátó (hő) kamera, lézertávmérő | 160 kg   | N.A.     | 360° körbe; N.A. – függőlegesen | Namer APC      |
| Samson Dual            | Rafael | 5,56 mm, 7,62 mm, 12,7 mm, 14,5 mm gp., 30mm M230 gá., 40 mm gránátvető | 5,56 mm, 7,62 mm, 12,7 mm géppuska vagy ezek helyett pct. rakéta indító | 2 db Spike LR2 (opcionális) | Nappali és éjjellátó (hő) kamera, lézertávmérő | 160 kg   | N.A.     | 360° körbe; N.A. – függőlegesen | N.A.           |
| Samson 30 RWS          | Rafael | 30 vagy 40 mm ATK44 gá. 30 mm 2A42 gá                                   | 5,56 mm, 7,62 mm géppuska                                               | 2 db Spike LR2              | Nappali és éjjellátó (hő) kamera, lézertávmérő | 1500 kg  | N.A.     | 360° körbe; N.A. – függőlegesen | Pandur II      |
| Samson 30 Integrated   | Rafael | 30 vagy 40 mm ATK44 gá. 30 mm 2A42 gá                                   | 5,56 mm, 7,62 mm géppuska                                               | 2 db Spike LR2              | Nappali és éjjellátó (hő) kamera, lézertávmérő | 1500+ kg | N.A,     | 360° körbe; N.A. – függőlegesen | N.A.           |

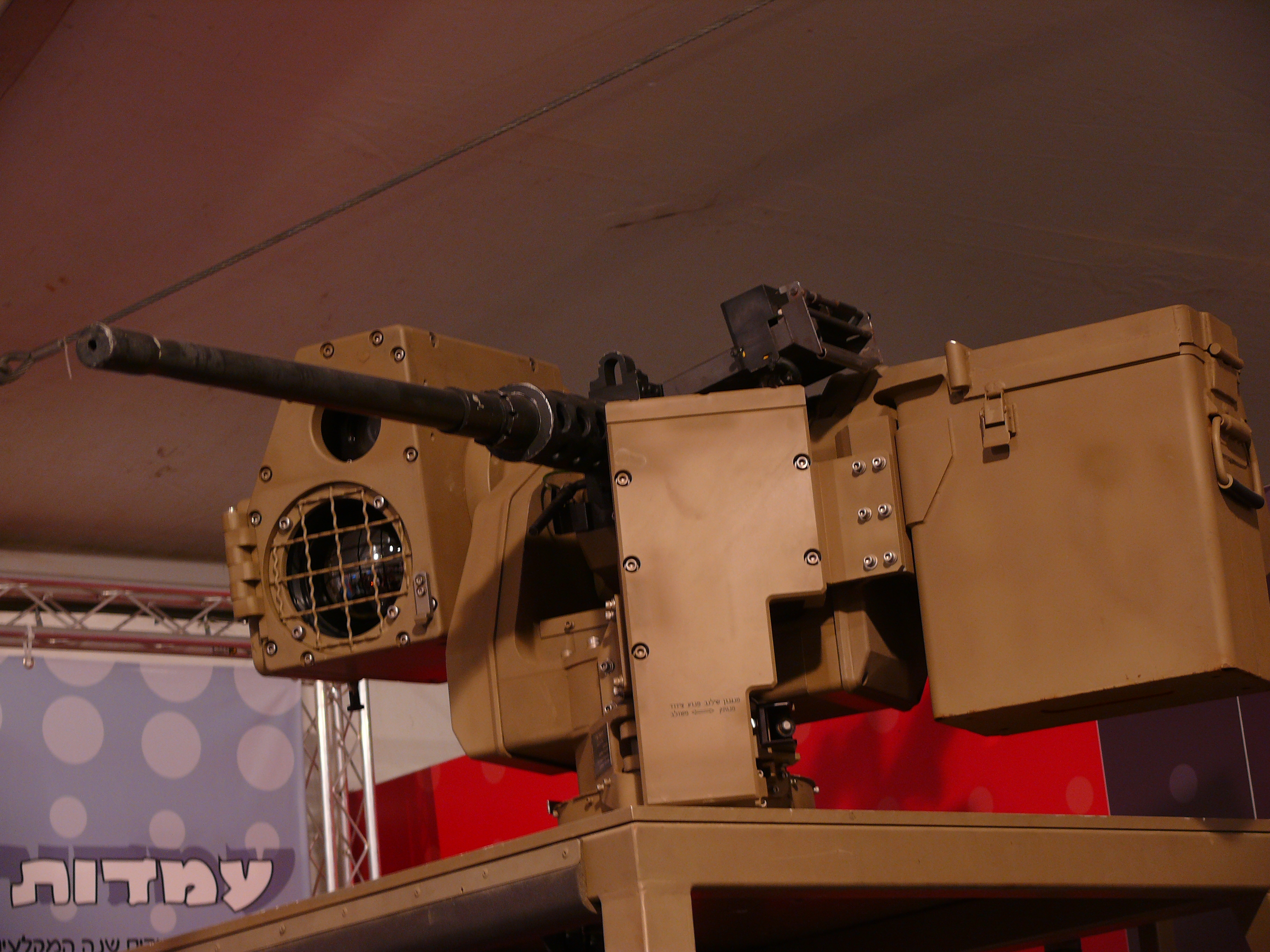
A Rafael Samson Mini Katalnit néven is ismert
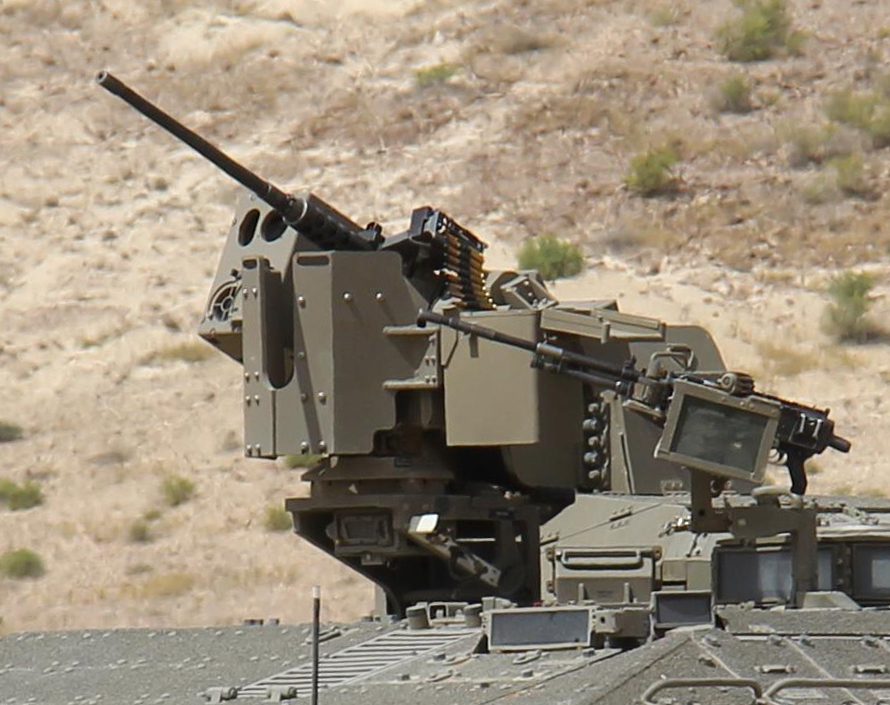
"Katlanit" egy Namer APC-n
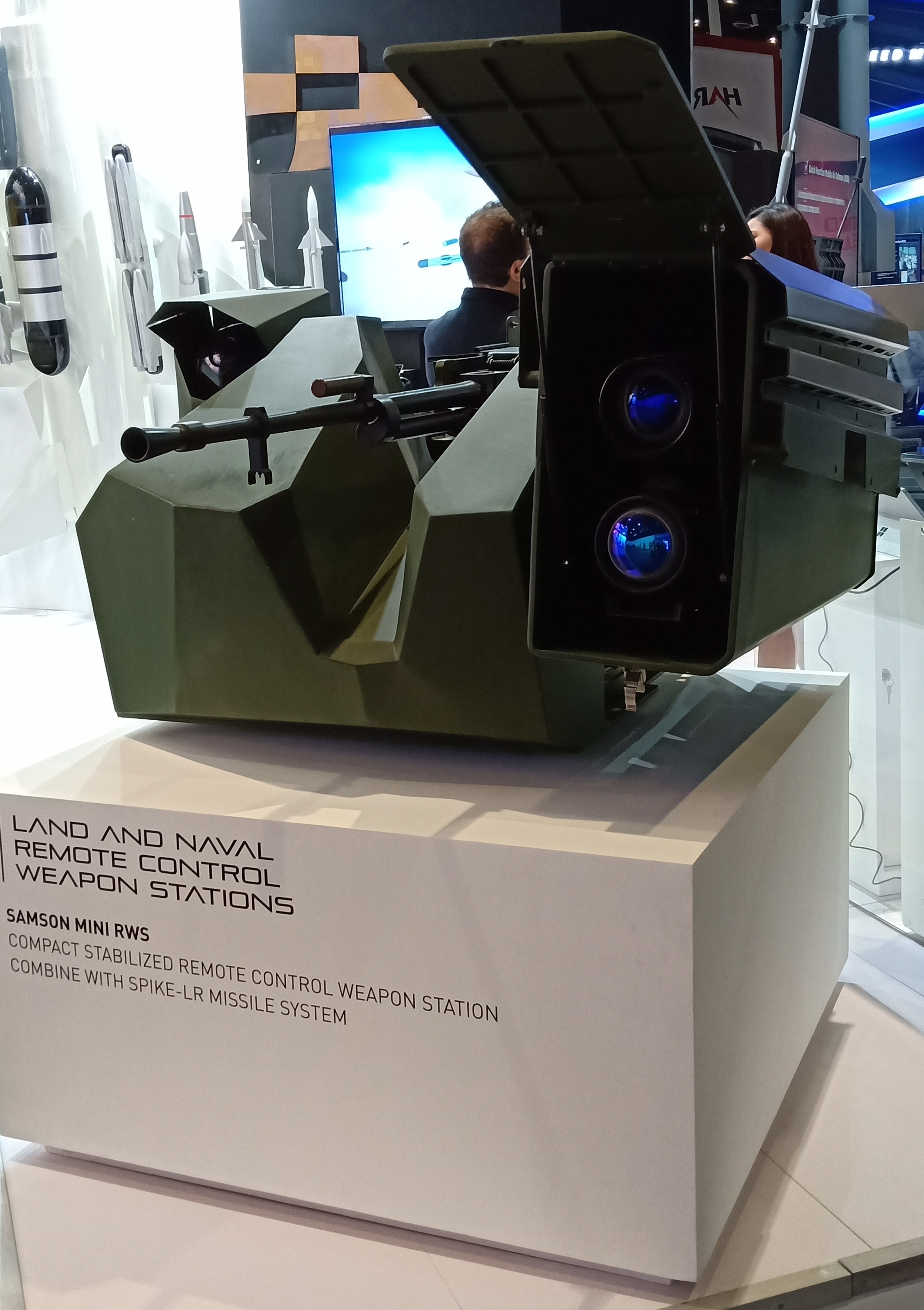
A rakétavetős Samson Mini MLS
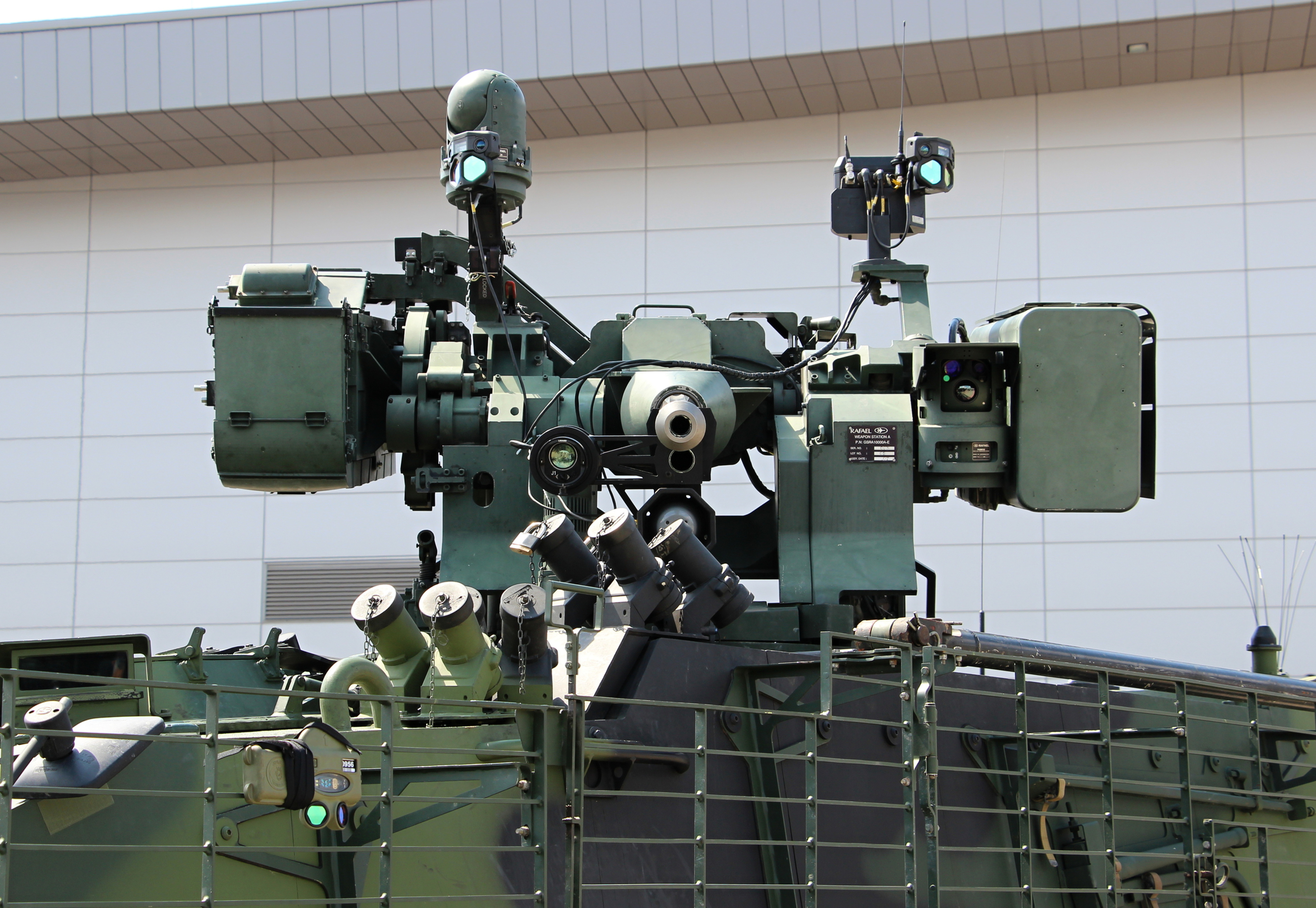
Samson 30 RWS egy cseh Pandur II

 Kanada
| Megnevezés        | Gyártó             | Elsődleges fegyverzet                       | Másodlagos fegyverzet     | Rakéta | irányzék                                       | Tömeg  | Magasság | Irányzás korlátai               | Hordozó eszköz |
| ----------------- | ------------------ | ------------------------------------------- | ------------------------- | ------ | ---------------------------------------------- | ------ | -------- | ------------------------------- | -------------- |
| Fieldranger Light | Rheinmetall Canada | 5,56 mm, 7,62 mm gp.                        | nincs                     | nincs  | Nappali és éjjellátó (hő) kamera, lézertávmérő | 75 kg  | N.A.     | 360° körbe; N.A. – függőlegesen | N.A.           |
| Fieldranger Multi | Rheinmetall Canada | 5,56 mm, 7,62 mm, 12,7 mm, 40 mm gránátvető | nincs                     | nincs  | Nappali és éjjellátó (hő) kamera, lézertávmérő | 200 kg | N.A.     | 360° körbe; N.A. – függőlegesen | N.A.           |
| Fieldranger Dual  | Rheinmetall Canada | 5,56 mm, 7,62 mm, 12,7 mm, 40 mm gránátvető | 5,56 mm, 7,62 mm géppuska | nincs  | Nappali és éjjellátó (hő) kamera, lézertávmérő | 260 kg | N.A.     | 360° körbe; N.A. – függőlegesen | N.A.           |
| Fieldranger 20    | Rheinmetall Canada | 20 mm Oerlikon KAE gépágyú                  | nincs                     | nincs  | Nappali és éjjellátó (hő) kamera, lézertávmérő | N.A:   | N.A,     | 360° körbe; N.A. – függőlegesen | N.A.           |

 Németország
| Megnevezés  | Gyártó      | Elsődleges fegyverzet                            | Másodlagos fegyverzet | Rakéta | irányzék                                       | Tömeg  | Magasság | Irányzás korlátai                                                                         | Hordozó eszköz            |
| ----------- | ----------- | ------------------------------------------------ | --------------------- | ------ | ---------------------------------------------- | ------ | -------- | ----------------------------------------------------------------------------------------- | ------------------------- |
| FLW100      | KMW         | 5,56 mm Minimi, 7,62 mm MAG, MG3, MG5            | nincs                 | nincs  | Nappali és éjjellátó (hő) kamera, lézertávmérő | 100 kg | 660 mm   | 360° körbe; −15°+70° függőlegesen                                                         | MOWAG Eagle IV, ATF Dingo |
| FLW200      | KMW         | 7,62 mm MAG, MG3, MG5, 12,7 mm M2, 40 mm H&K GMW | nincs                 | nincs  | Nappali és éjjellátó (hő) kamera, lézertávmérő | 180 kg | 750 mm   | géppuska: 360° körbe; −15°+70° függőlegesen gránátvető: 360° körbe; −12°+60° függőlegesen | Leopard 2, Boxer, Fennek  |
| FLW200+     | KMW         | 20 mm RH202                                      | nincs                 | nincs  | Nappali és éjjellátó (hő) kamera, lézertávmérő | 490    | 1000 mm  | 360° körbe; −15°+50° függőlegesen                                                         | N.A.                      |
| Natter 7.62 | Rheinmetall | 5,56 mm Minimi, MG4, 7,62 mm MAG, MG5            | nincs                 | nincs  | Nappali és éjjellátó (hő) kamera, lézertávmérő | 100 kg | 610 mm   | 360° körbe; −15°+85° függőlegesen                                                         | N.A.                      |
| Natter 12.7 | Rheinmetall | 7,62 mm MAG, MG5, 12,7 mm M2, 40 mm H&K GMW      | nincs                 | nincs  | Nappali és éjjellátó (hő) kamera, lézertávmérő | 200 kg | 870 mm   | 360° körbe; −20°+60° függőlegesen                                                         | N.A.                      |

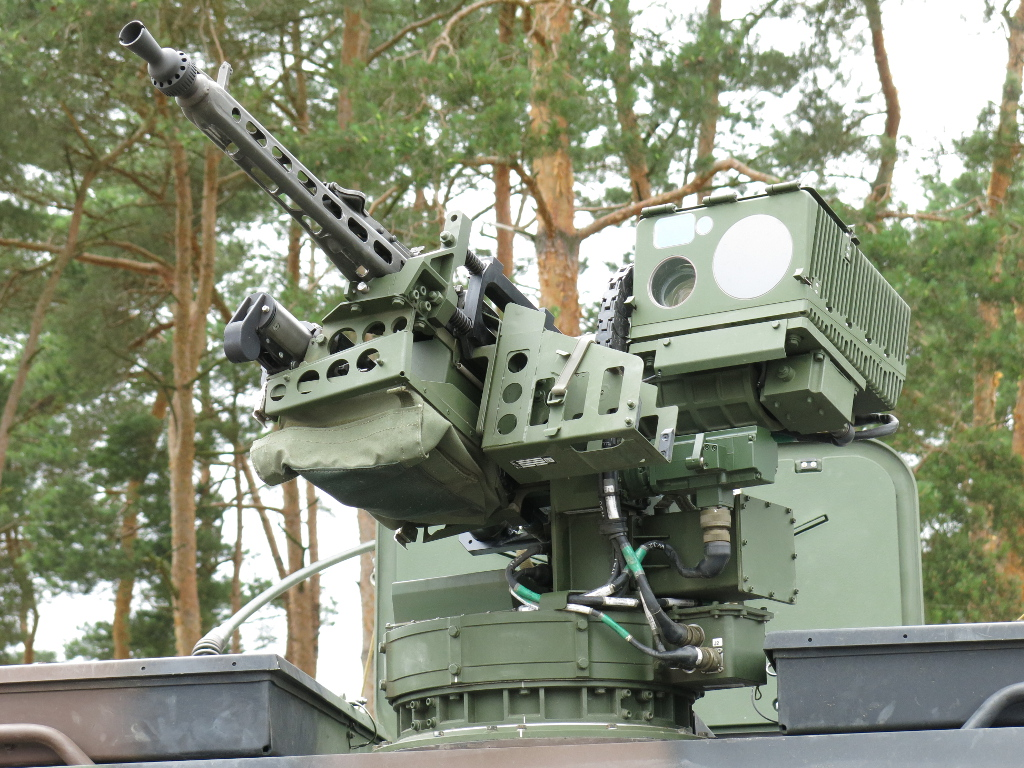
FLW100
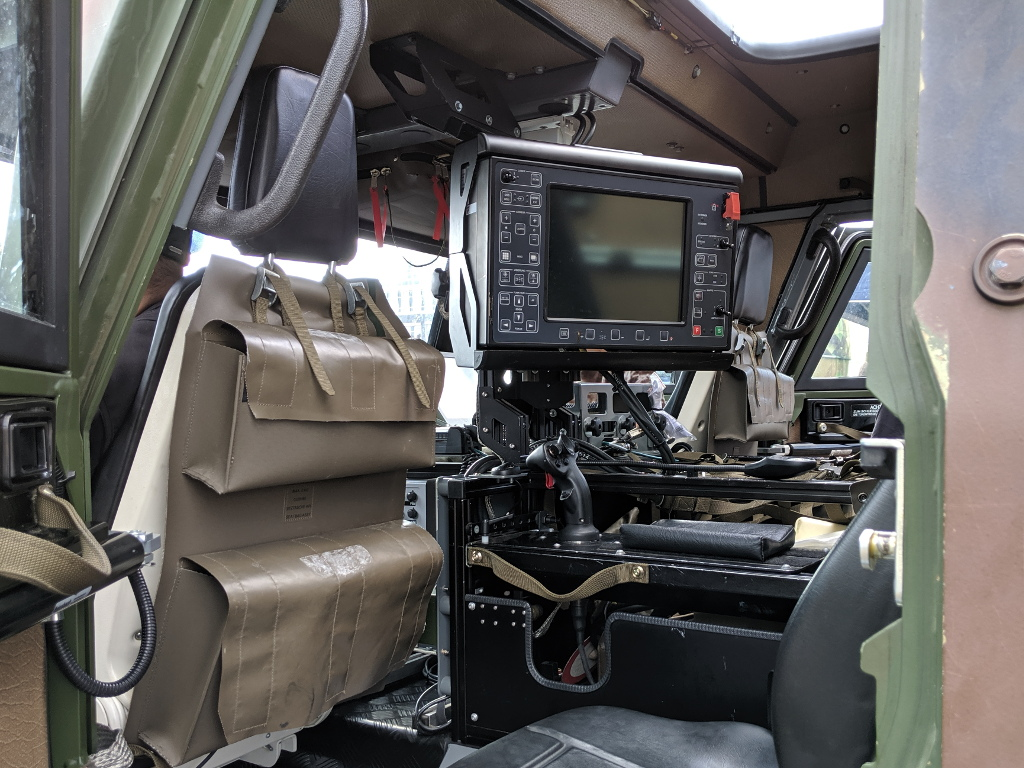
FLW100 kezelő szervek
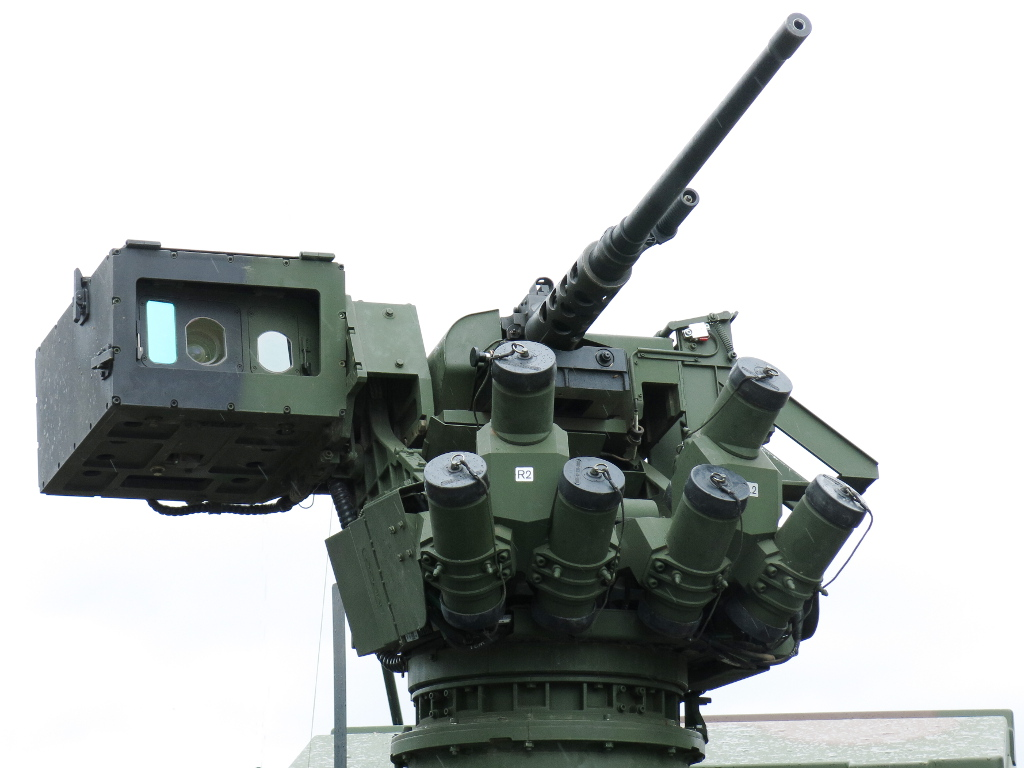
FLW200
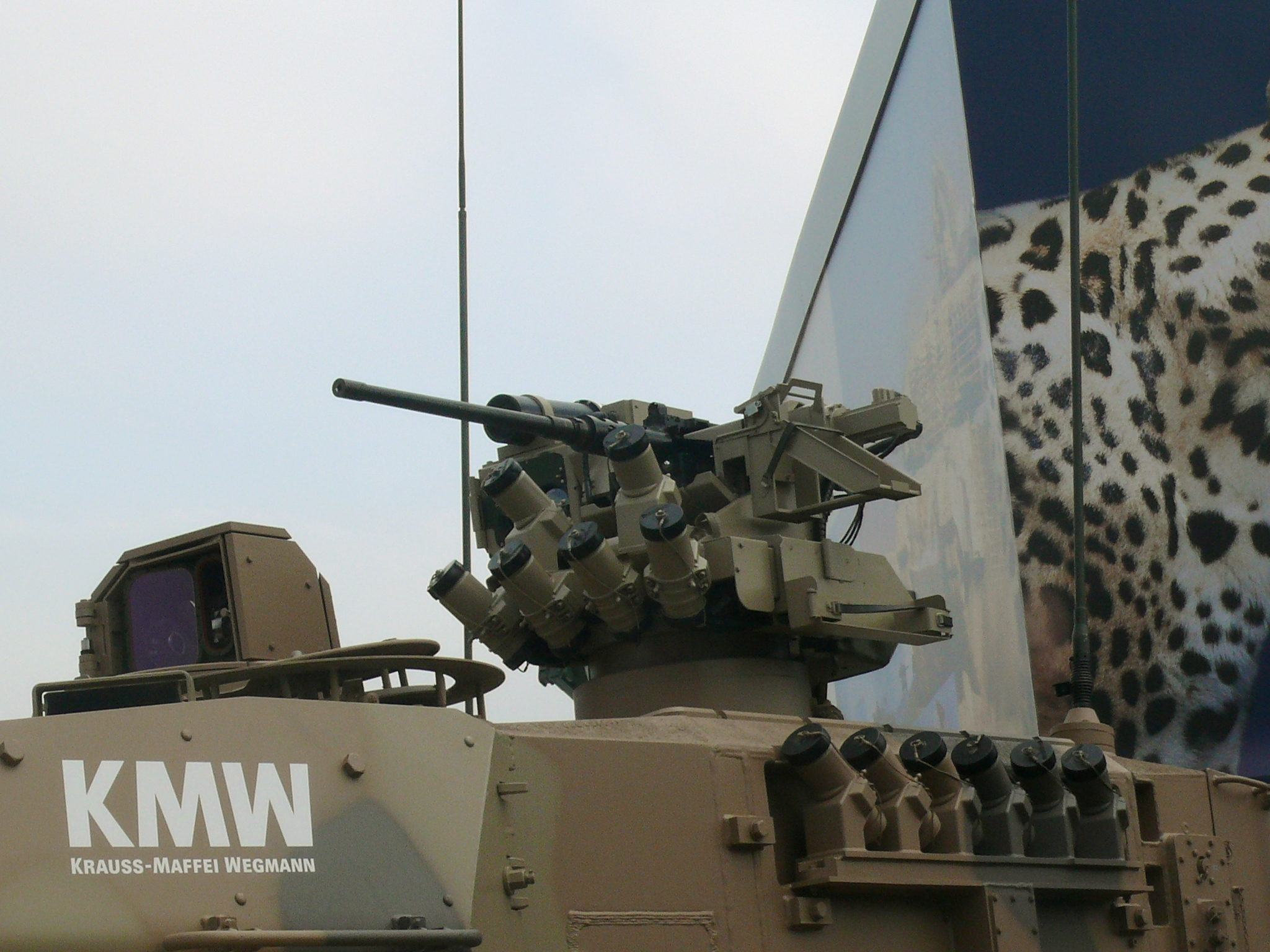
FLW200 egy Leopard 2A7 tetején

 Norvégia
| Megnevezés    | Gyártó    | Elsődleges fegyverzet                                                                    | Másodlagos fegyverzet      | Rakéta                         | irányzék                                       | Tömeg      | Magasság   | Irányzás korlátai                 | Hordozó eszköz |
| ------------- | --------- | ---------------------------------------------------------------------------------------- | -------------------------- | ------------------------------ | ---------------------------------------------- | ---------- | ---------- | --------------------------------- | -------------- |
| Protector RS4 | Kongsberg | 5,56 mm M249, 7,62 mm M240B, UKM2000, M134 Minigun, 12,7 mm M2, 40mm MK19, Mk47, H&K GMW | 7,62 mm M240B (opcionális) | 1 db Javelin (opcionális)      | Nappali és éjjellátó (hő) kamera, lézertávmérő | 135-190 kg | 505-765 mm | 360° körbe; −20°+60° függőlegesen | N.A.           |
| Protector RS6 | Kongsberg | XM914 / M230 30 mm-es gépágyú                                                            | 7,62 mm M240B              | 1 db Javelin vagy 2 db Stinger | Nappali és éjjellátó (hő) kamera, lézertávmérő | 342 kg     | 830 mm     | 360° körbe; −20°+60° függőlegesen | N.A.           |

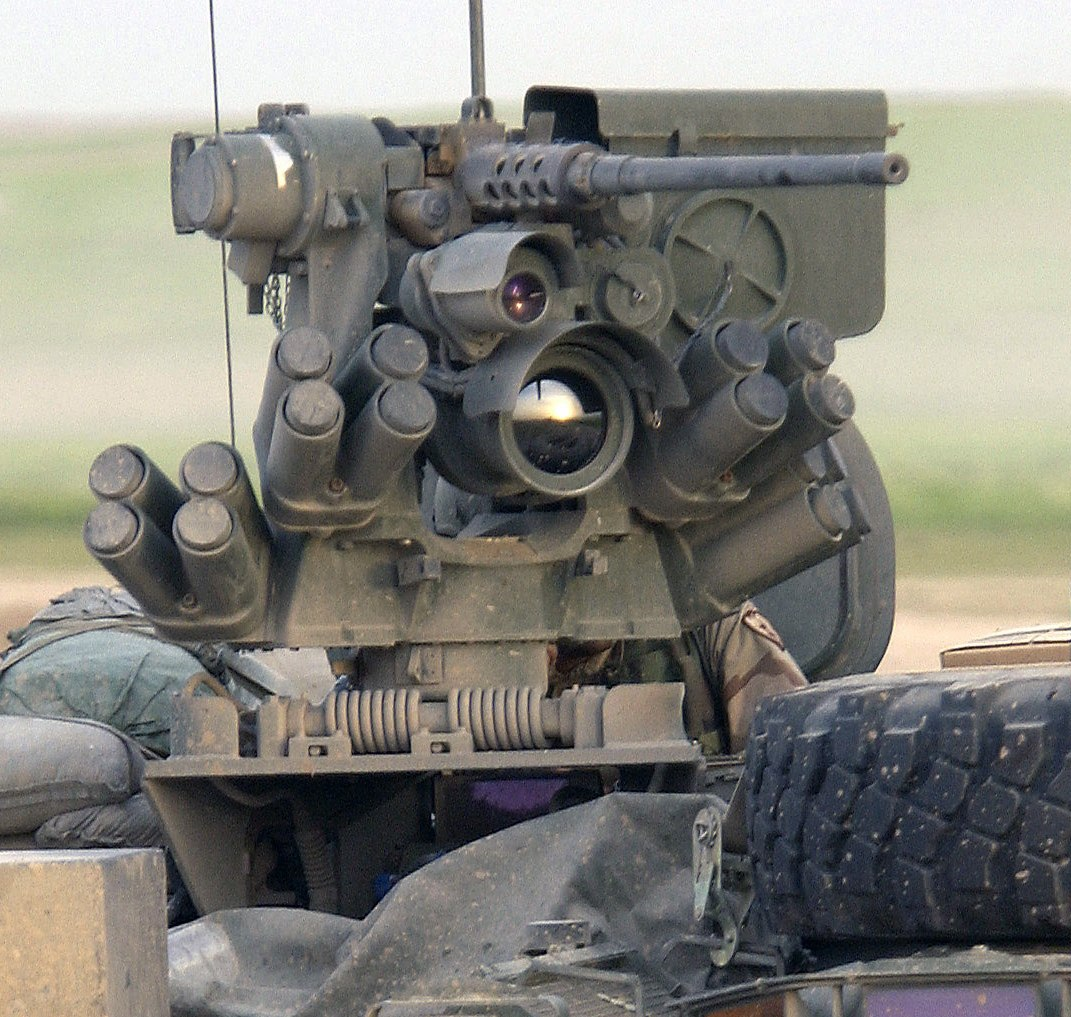
Protector egy Strykeren
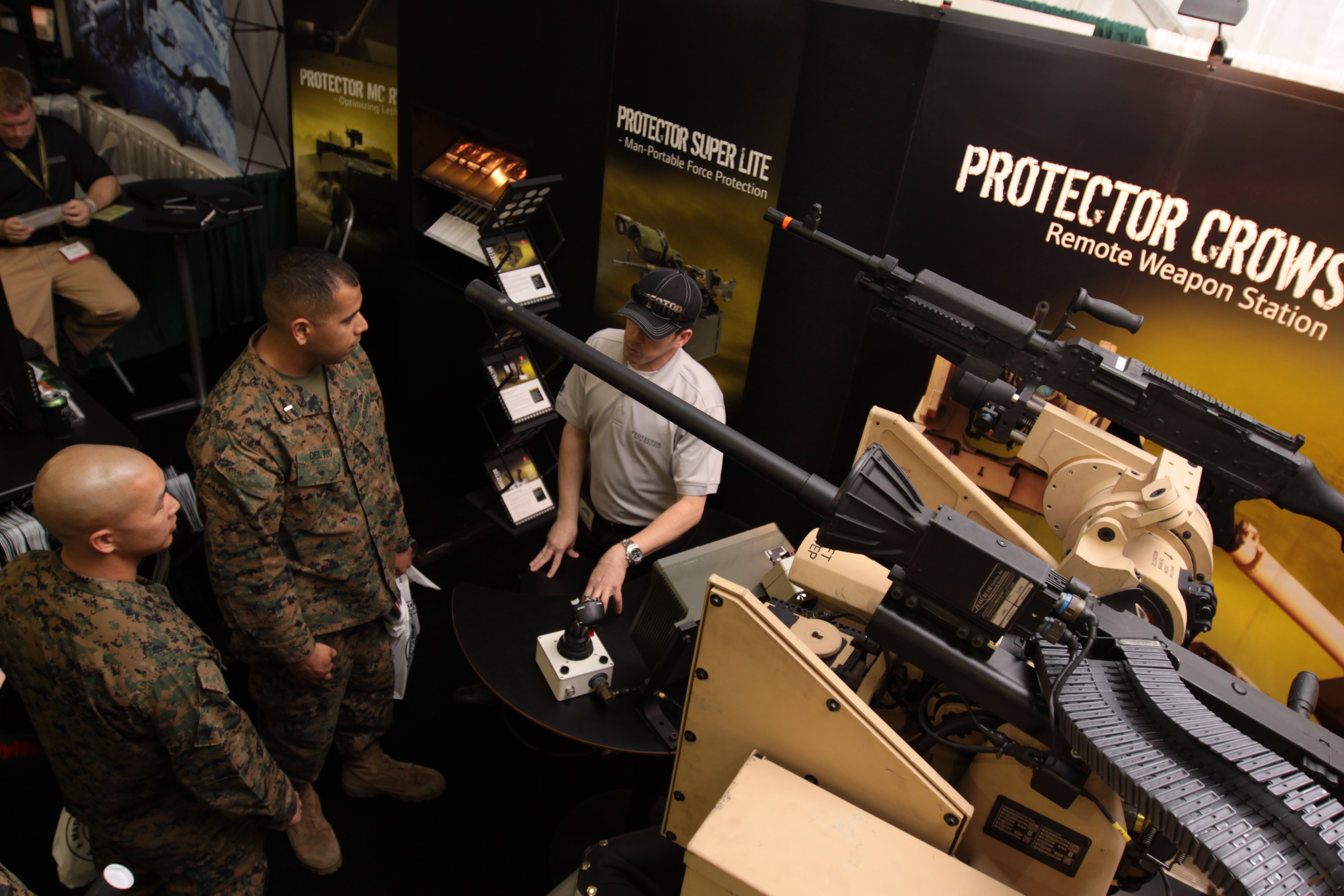
Protector egy kiállításon
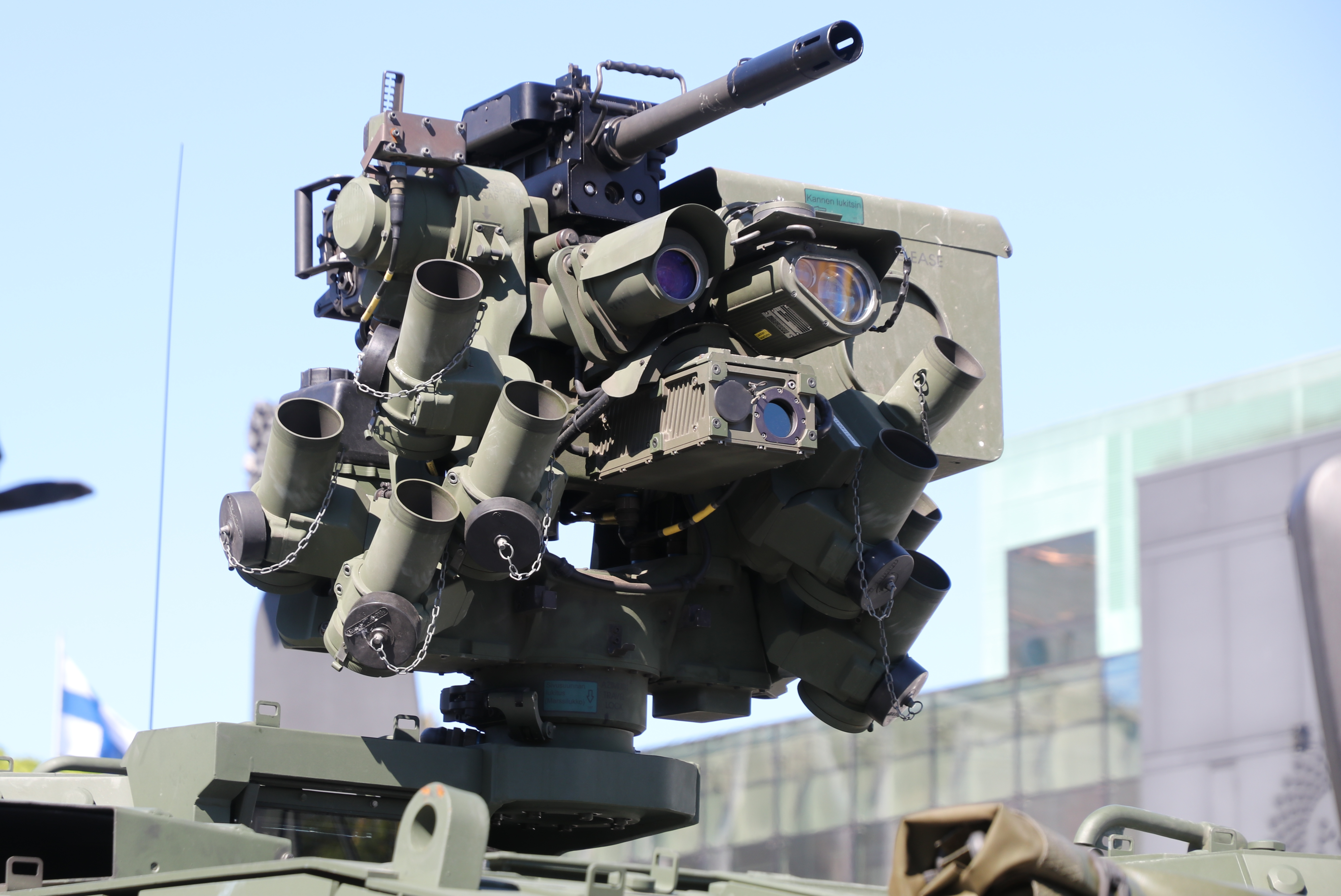
40 mm-es GMG gránátvetővel felszerelt Protector

 Olaszország
| Megnevezés    | Gyártó   | Elsődleges fegyverzet                       | Másodlagos fegyverzet | Rakéta | irányzék                                       | Tömeg      | Magasság | Irányzás korlátai                 | Hordozó eszköz           |
| ------------- | -------- | ------------------------------------------- | --------------------- | ------ | ---------------------------------------------- | ---------- | -------- | --------------------------------- | ------------------------ |
| Hitrole Light | Leonardo | 7,62 mm MG3, MG42/59 12,7 mm M2, 40 mm MK19 | nincs                 | nincs  | Nappali és éjjellátó (hő) kamera, lézertávmérő | 140-170 kg | 530 mm   | 360° körbe; −20°+70° függőlegesen | Iveco LMV Lince, Rosomak |

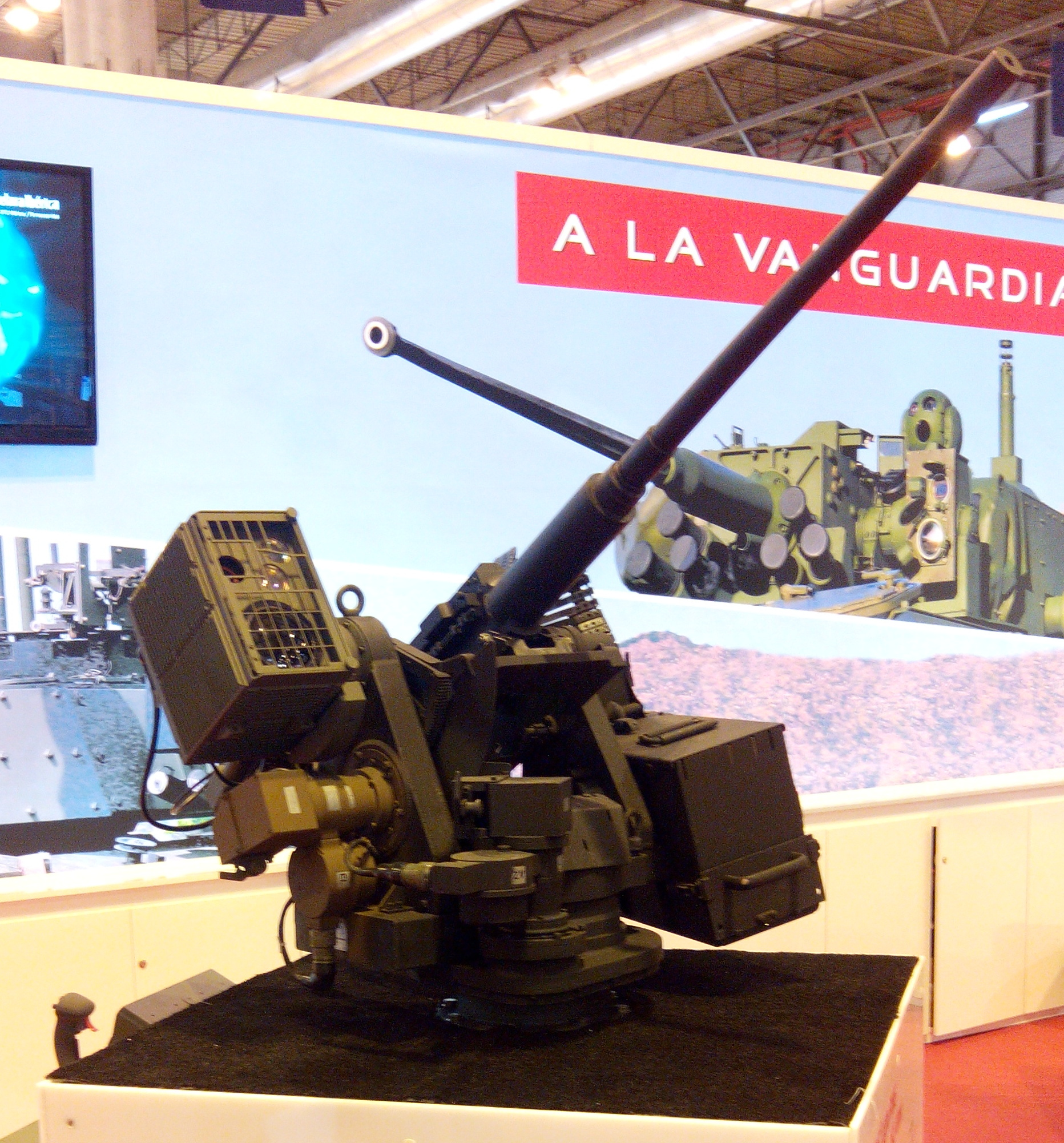
Hitrole egy kiállításon

 Svédország
| Megnevezés | Gyártó | Elsődleges fegyverzet                        | Másodlagos fegyverzet    | Rakéta | irányzék                                       | Tömeg  | Magasság | Irányzás korlátai                 | Hordozó eszköz           |
| ---------- | ------ | -------------------------------------------- | ------------------------ | ------ | ---------------------------------------------- | ------ | -------- | --------------------------------- | ------------------------ |
| Trackfire  | SAAB   | 7,62 mm MAG, 12,7 mm M2, 40 mm MK19, H&K GMW | 7,62 mm MAG (opcionális) | nincs  | Nappali és éjjellátó (hő) kamera, lézertávmérő | 280 kg | 950 mm   | 360° körbe; −20°+55° függőlegesen | Patria AMVCombat Boat 90 |

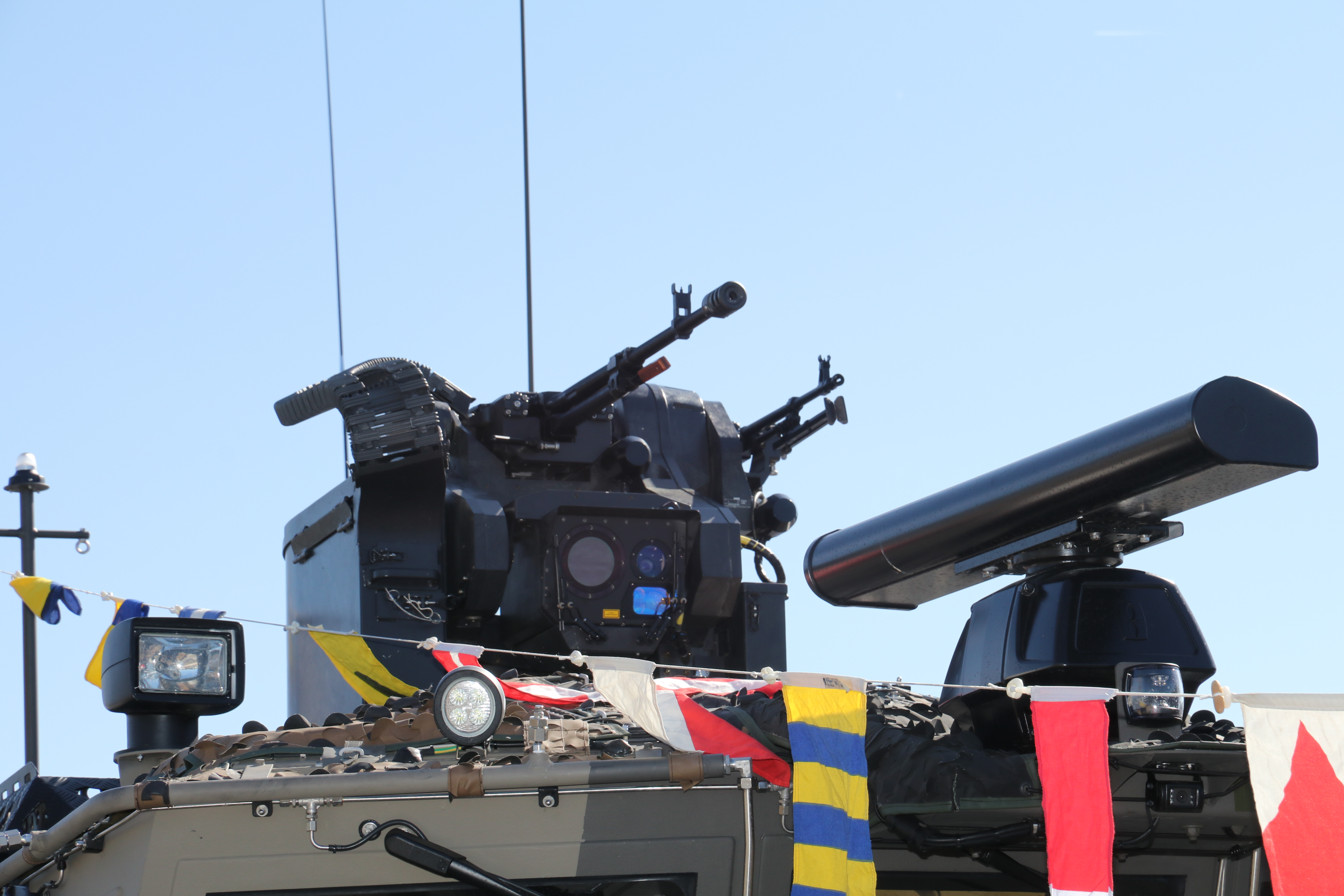
Trackfire egy finn rohamcsónakon

 Törökország
| Megnevezés | Gyártó  | Elsődleges fegyverzet                         | Másodlagos fegyverzet | Rakéta | irányzék                                       | Tömeg  | Magasság | Irányzás korlátai                 | Hordozó eszköz |
| ---------- | ------- | --------------------------------------------- | --------------------- | ------ | ---------------------------------------------- | ------ | -------- | --------------------------------- | -------------- |
| SARP       | Aselsan | 7,62 mm MAG, PKM, 12,7 mm M2, NSV, 40 mm MK19 | nincs                 | nincs  | Nappali és éjjellátó (hő) kamera, lézertávmérő | 200 kg | 900 mm   | 360° körbe; −30°+60° függőlegesen | Gidrán, NMS    |
| SARP dual  | Aselsan | 7,62 mm MAG, PKM, 12,7 mm M2, NSV, 40 mm MK19 | 7,62 mm MAG           | nincs  | Nappali és éjjellátó (hő) kamera, lézertávmérő | 250 kg | 900 mm   | 360° körbe; −30°+60° függőlegesen | NMS            |
| SARP-L     | Aselsan | 5,56 mm M249, Minimi, 7,62 mm MAG             | nincs                 | nincs  | Nappali és éjjellátó (hő) kamera, lézertávmérő | 150 kg | 550 mm   | 360° körbe; −30°+75° függőlegesen | N.A.           |

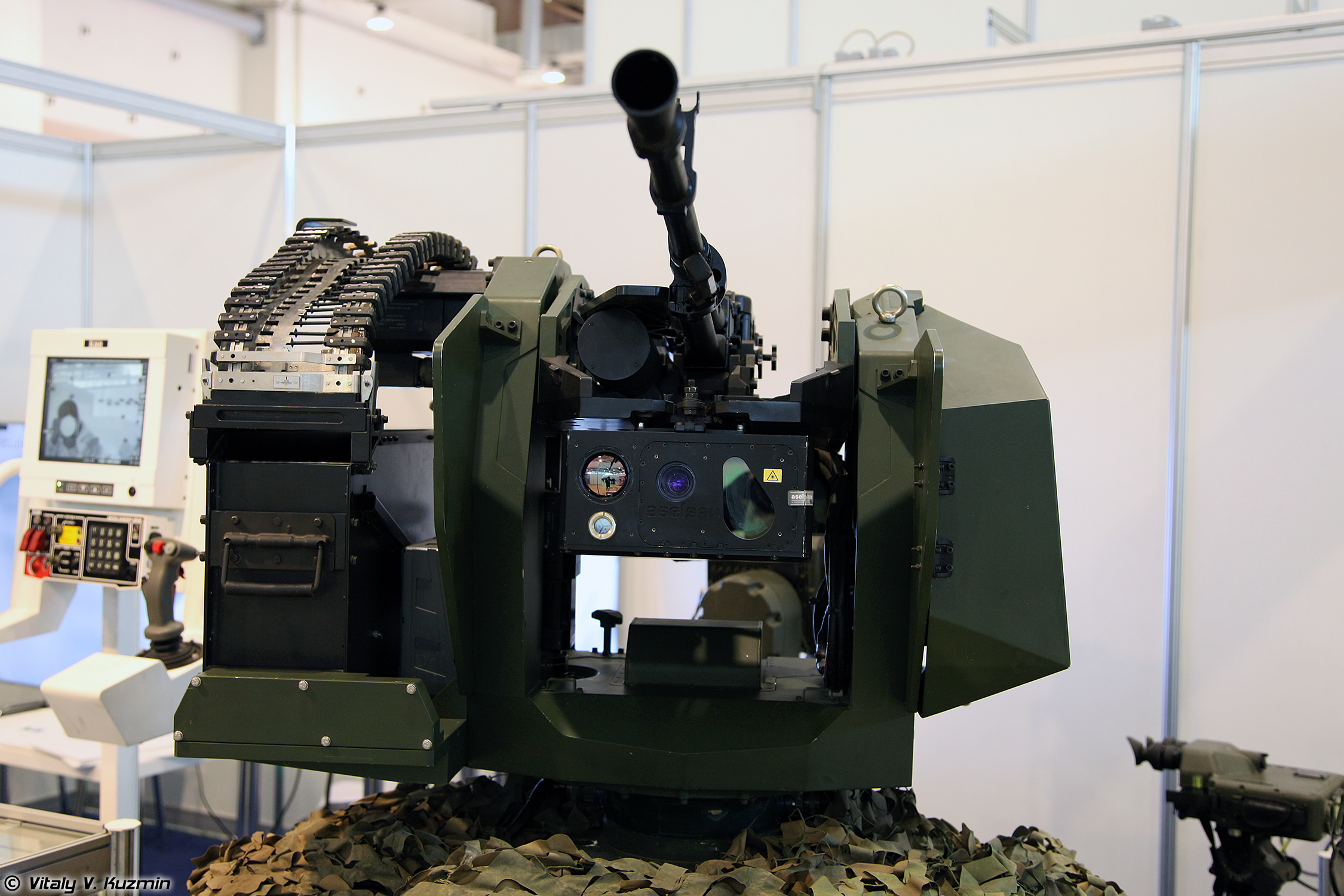
SARP korai változata